# Зауральный сельсовет
Зауральный сельсовет — сельское поселение в Оренбургском районе Оренбургской области Российской Федерации.
Административный центр — посёлок Зауральный.

## История
24 сентября 2004 года в соответствии с законом Оренбургской области № 1472/246-III-ОЗ образовано сельское поселение Зауральный сельсовет, установлены границы муниципального образования.

## Население
| 2010  | 2012  | 2013  | 2014  | 2015  | 2016  | 2017  |
| ----- | ----- | ----- | ----- | ----- | ----- | ----- |
| 1115  | ↗1119 | ↗1144 | ↗1160 | ↗1185 | ↗1198 | ↗1224 |
| 2018  | 2019  | 2020  | 2021  |       |       |       |
| ↘1203 | →1203 | ↗1208 | ↗1215 |       |       |       |

## Состав сельского поселения
| № | Населённый пункт | Тип населённого пункта          | Население |
| - | ---------------- | ------------------------------- | --------- |
| 1 | Западный         | посёлок                         | 28        |
| 2 | Зауральный       | посёлок, административный центр | ↗1087     |